# Progymnasium
Ein Progymnasium oder ein Untergymnasium ist meist eine Sonderform des Gymnasiums. Der Begriff hat in verschiedenen Ländern unterschiedliche Bedeutungen.

## Deutschland
Ein Progymnasium ist in Deutschland ein allgemeinbildendes Gymnasium, das jedoch nicht voll ausgebaut ist, also nicht alle Klassenstufen eingerichtet hat; es endet meist nach der 10. Klasse. Die Schüler haben mit dem Versetzungszeugnis die Möglichkeit, auf einem voll ausgebauten Gymnasium oder einem beruflichen Gymnasium das Abitur zu absolvieren.
Der Vorteil der Progymnasien liegt in ihrem kleinen Umfang, der oft die Schülerzahl von 250 nicht übersteigt.
Progymnasien findet man meist in kleineren Orten, um den Schulweg der Schüler zu verkürzen und erträglich zu gestalten. Ein Ausbau zur Oberstufe wird von einigen Progymnasien angestrebt oder ist bereits umgesetzt.
In der Vergangenheit wurde der Begriff auch für neu gegründete Gymnasien verwendet, die erst nach und nach aufgebaut wurden, d. h. es wurde zunächst die erste Klassenstufe (Sexta) eingerichtet und die höheren Klassenstufen erst jeweils durch die weitere Versetzung dieses Schülerjahrgangs gebildet. Erst wenn der erste Jahrgang das Abitur erreicht hatte, waren alle Klassenstufen vorhanden.
Im 19. Jahrhundert gab es auch häufig Progymnasien, die mit sieben – später sechs – Schuljahren den oberen Klassen als eine Art Vorschule vorgeschaltet waren. Diese gymnasialen Proanstalten bestanden immer dort, wo das Schüleraufkommen für ein Fortführen bis zum Abitur zu gering war.

## Schweiz
Das Progymnasium oder Untergymnasium ist in der Schweiz jener Teil der gymnasialen Schulbildung, der noch während der obligatorischen Schulzeit verläuft. Siehe dazu Kantonsschule.

## Litauen
In Litauen ist das Progymnasium (progimnazija) eine allgemeinbildende Schule mit acht Klassenstufen.